# Julius Euting

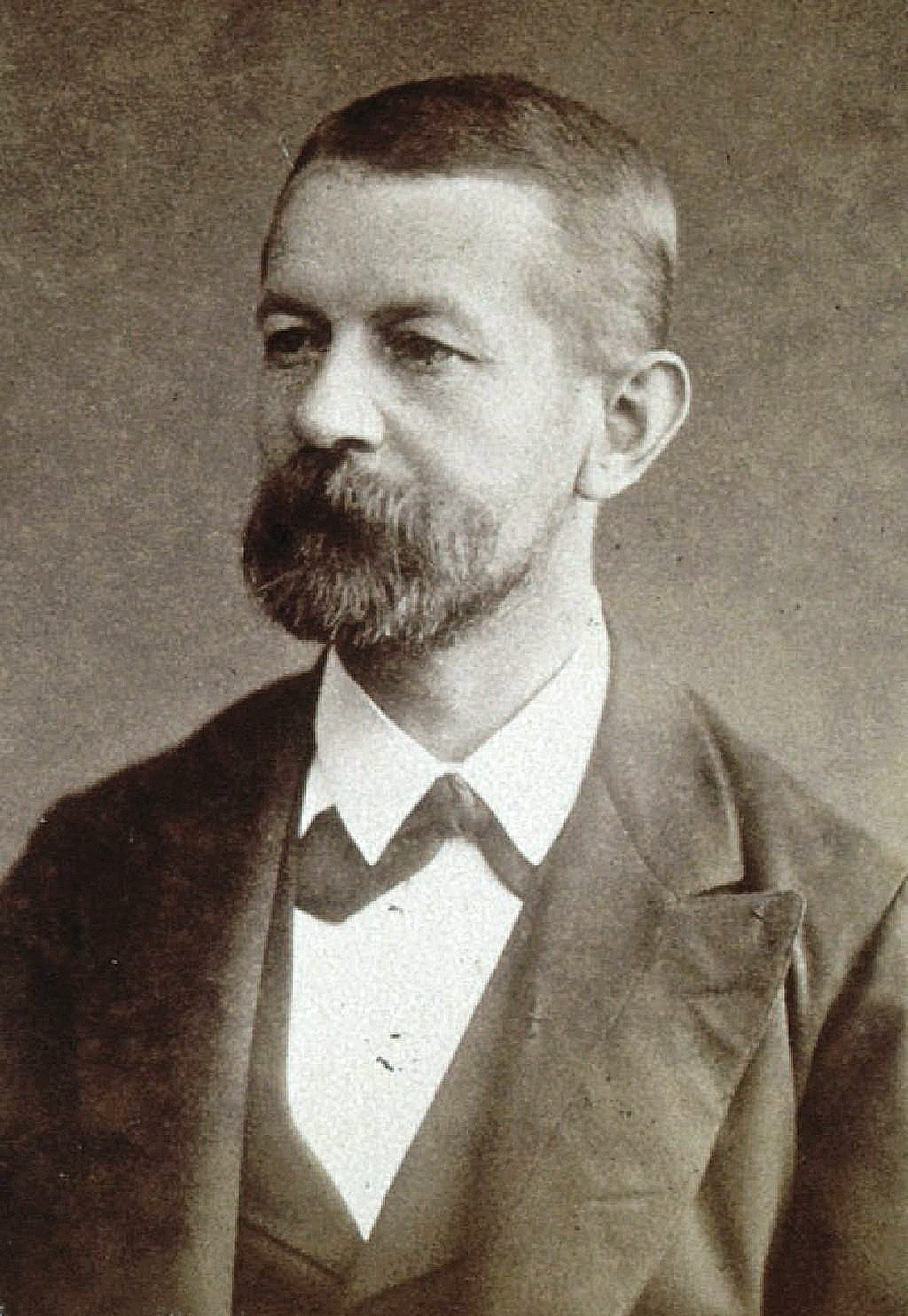
Julius Euting (1880)

Julius Euting (* 11. Juli 1839 in Stuttgart, Königreich Württemberg; † 2. Januar 1913 in Straßburg, Deutsches Reich) war ein deutscher Bibliothekar und Orientalist.

## Leben und Werk

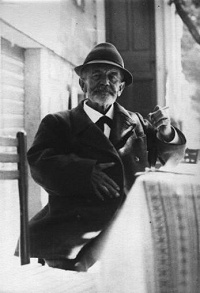
Julius Euting am Ruhestein 1912

Nach dem Besuch des Eberhard-Ludwigs-Gymnasiums in Stuttgart von 1847 bis 1853 und des Seminars in Blaubeuren von 1853 bis 1857 studierte Julius Euting von 1857 bis 1861 als Mitglied des Evangelischen Stifts an der Universität Tübingen evangelische Theologie und orientalische Sprachen, wo er 1857 Mitglied der Studentenverbindung Staufia wurde. Im August 1861 legte er die erste theologische Dienstprüfung ab, im Februar 1862 promovierte er bei Ernst Heinrich Meier mit einer Übersetzung und Erklärung einiger Suren des Korans zum Dr. phil. Von 1862 bis 1864 war er zunächst als Hauslehrer bei den Freiherrn von Gemmingen in Babstadt tätig. 1864 verbrachte er einige Monate zu Handschriftenstudien in Paris, London und Oxford. Im Juli 1866 wurde er Bibliothekar am Tübinger Stift, ab 1868 war er Bibliothekar an der Universitätsbibliothek Tübingen. Nach dem Ende des Deutsch-Französischen Krieges übernahm er im Juli 1871 die Stelle eines Ersten Bibliothekars an der Universitätsbibliothek Straßburg unter Karl August Barack, seine Dienstwohnung erhielt er im Palais Rohan. An der Bibliothek machte er sich um den Ausbau der orientalischen Bestände verdient. 1880 erfolgte die Ernennung zum ordentlichen Honorarprofessor an der Kaiser-Wilhelm-Universität Straßburg. 1900 wurde er zum Direktor der Universitäts- und Landesbibliothek Straßburg ernannt. 1904 erhielt er den Titel eines Geheimen Regierungsrats, 1909 trat er in den Ruhestand.

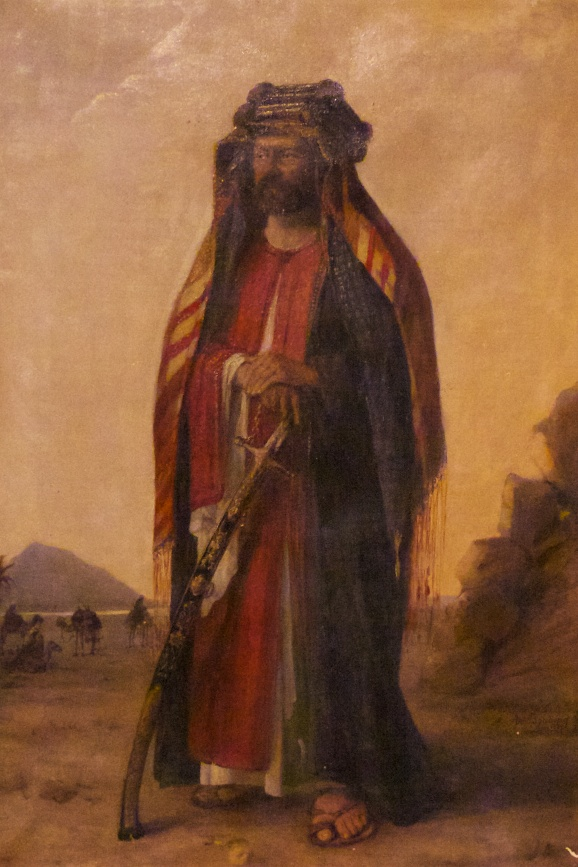
Julius Euting in Beduinentracht, Gemälde von Antonie Boubong, 1886

Euting unternahm mehrere Forschungsreisen in das gesamte Mittelmeergebiet, nach Syrien und nach Arabien. 1867 reiste er die Donau abwärts bis nach Konstantinopel, dann nach Smyrna, Athen und über Italien zurück. 1869 reiste er über Sizilien nach Tunesien zur Aufnahme punischer Inschriften, 1870 folgte eine Reise über Sizilien, Athen und Smyrna nach Konstantinopel. Von August 1883 bis April 1884 unternahm er mit Charles Huber eine Reise nach Innerarabien und durchquerte die Nefud-Wüste. 1889 unternahm er eine Forschungsreise nach Ägypten, zum Sinai und nach Syrien. 1890 reiste er durch Nordsyrien und nahm an den Grabungen von Felix von Luschan in Sendschirli teil. Sein Tagbuch einer Reise nach Inner-Arabien (1896) machte ihn auch über Fachkreise hinaus bekannt. 1898 nahm er an der Expedition von Rudolf Ernst Brünnow und Alfred von Domaszewski nach Petra teil. 1903 unternahm er eine Reise von Syrien nach Ägypten und besuchte dabei auch Mschatta. Am Erwerb der Mschatta-Fassade für die Berliner Museen war er jedoch nicht beteiligt, er hatte sich lediglich mit einem Vorschlag zur Anfertigung von Gipsabgüssen hervorgetan.
Hauptzweck seiner Forschungsreisen war die Erforschung und Aufzeichnung vorislamischer Inschriften, vor allem in punischer, aramäischer, nabatäischer, palmyrenisch, sabäischer und lihyanischer Schrift. Besonderen Wert legte er auf die Wiedergabe der verschiedenen semitischen Schriftarten. Aufgrund seiner umfassenden Sprachkenntnisse trug er auch den Beinamen „Sechzehnsprachenmännle“.
Euting war korrespondierendes Mitglied der Académie des Inscriptions et Belles-Lettres (1898) und der Preußischen Akademie der Wissenschaften (1907).
Neben seinen Forschungen war Julius Euting eng mit seiner Heimat, dem Schwarzwald und den Vogesen, verbunden. Im Schwarzwald war sein bevorzugtes Wandergebiet der Ruhestein und seine Umgebung, daher sein Beiname „Ruhesteinvater“. Er war 1872 Mitbegründer der Sektion Straßburg des Vogesenclubs und von 1876 bis 1912 Präsident des Gesamt-Vogesenclubs und für die Erschließung von Wanderwegen tätig. Häufig unternahm er Wanderungen in Begleitung seines Freundes Curt Mündel. 1897 errichtete der Vogesenclub auf dem Gipfel des Climont einen Aussichtsturm, der nach ihm „Juliusturm“ benannt wurde. Von 1901 bis 1905 hatte Euting die Geschäftsführung des Zentralausschusses und damit den Vorsitz des Verbands Deutscher Touristenvereine inne. Während seiner Amtszeit schlossen sich 1902 die deutschsprachigen Wandervereine aus Österreich-Ungarn dem Verband an.

## Nachleben

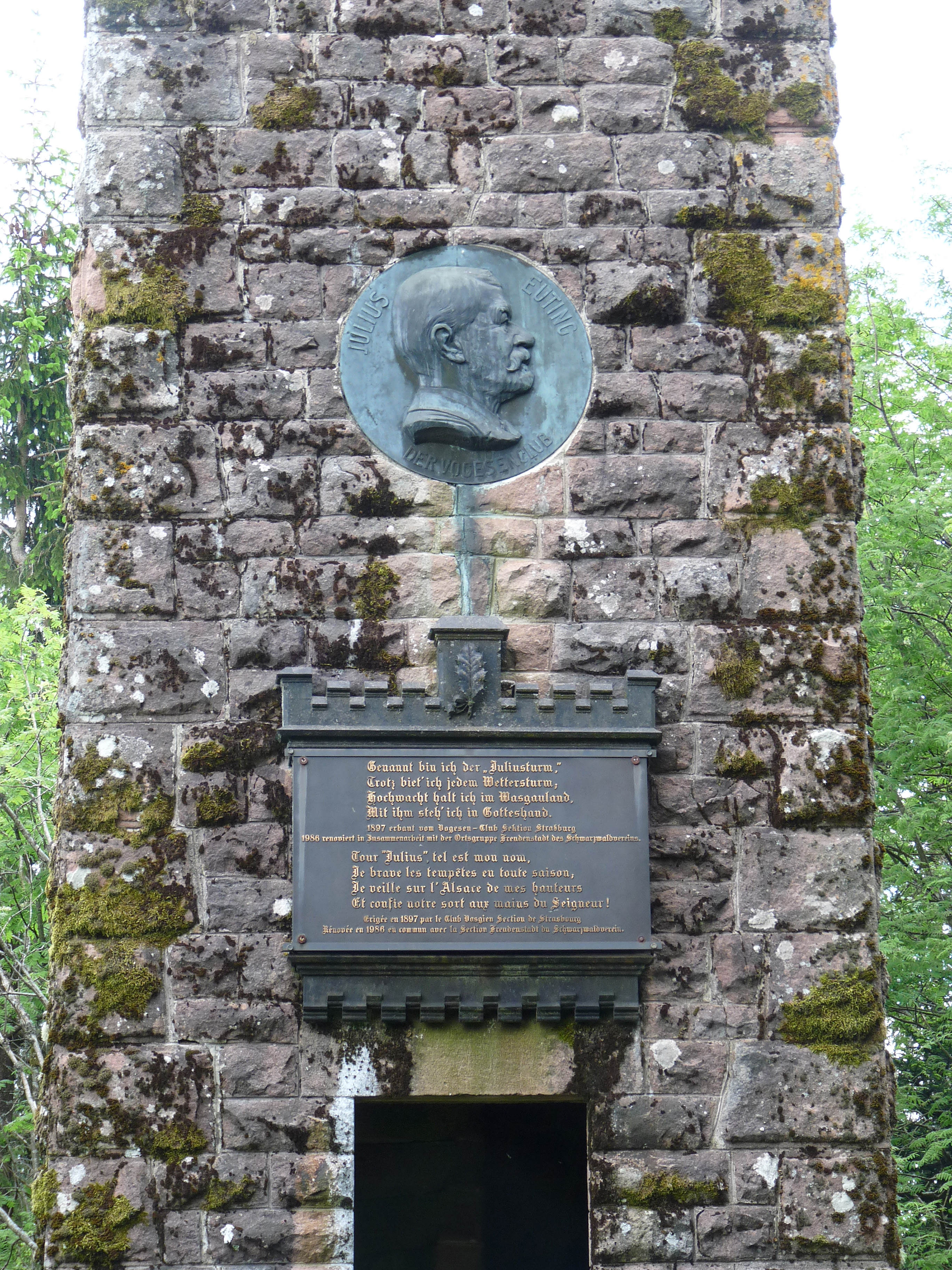
Gedenkplakette am Juliusturm auf dem Climont

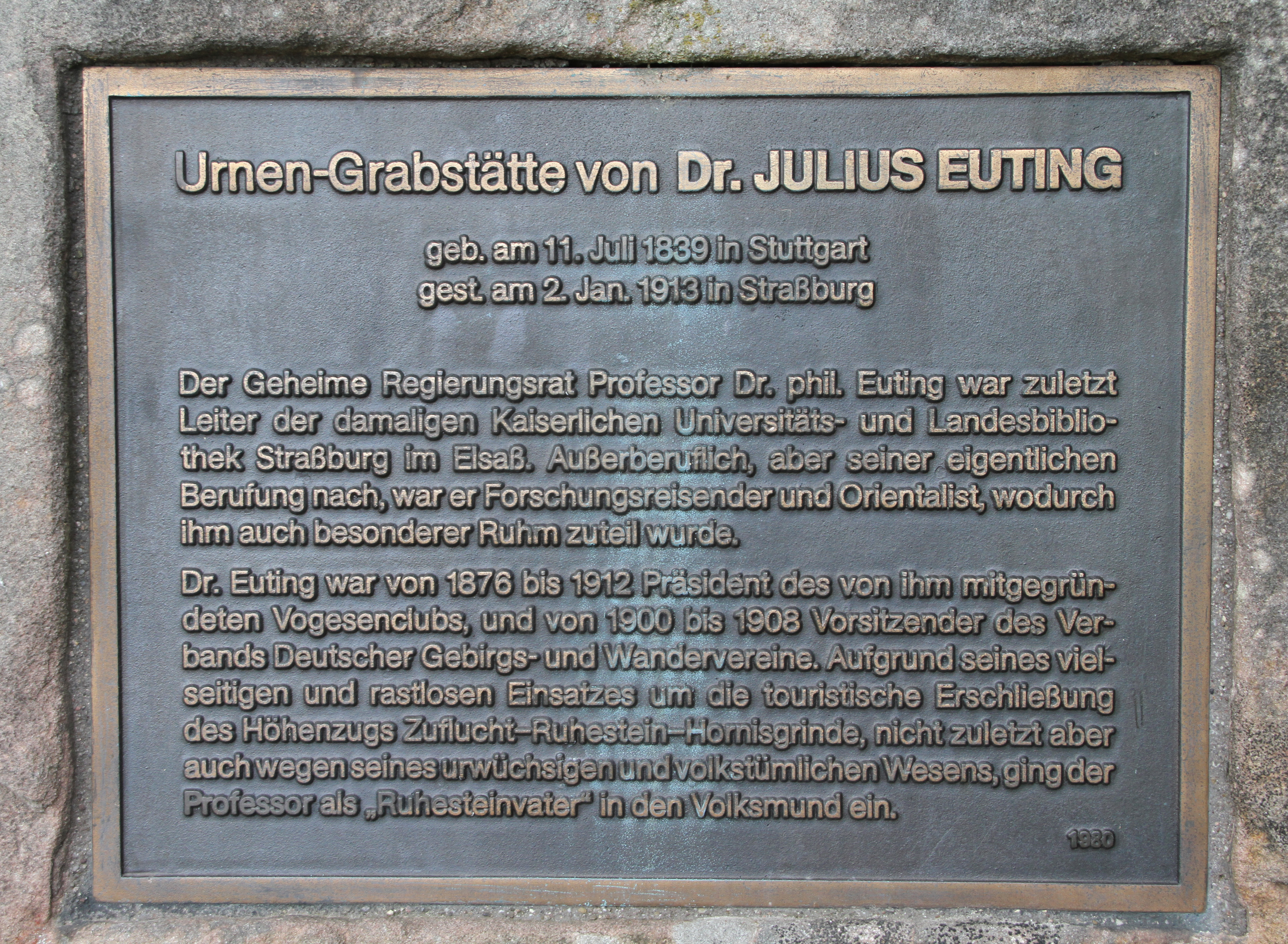
Julius Eutings Urnen-Grabstätte auf dem Seekopf im Nord-Schwarzwald

Auf seinen Wunsch hin wurde er am Seekopf beim Ruhestein oberhalb des Wildsees im Nordschwarzwald beerdigt, wo sein Grab noch heute besucht werden kann. Jährlich zu seinem Geburtstag wird dort, einer testamentarischen Verfügung Eutings gemäß, arabischer Mokka ausgeschenkt.
Sein Nachlass befindet sich in der Universitätsbibliothek Tübingen, im Stadtarchiv Freudenstadt, der Universitätsbibliothek Straßburg und dem Linden-Museum in Stuttgart.
Dem wissenschaftlichen Erbe Eutings widmet sich die Julius-Euting-Gesellschaft mit Sitz in Tübingen.

## Veröffentlichungen (Auswahl)
- Qolasta oder Gesänge und Lehren von der Taufe und dem Ausgang der Seele; als erster mandäischer Text mit sämtlichen Varianten, nach Pariser und Londoner Manuscripten. Stuttgart 1867.
- Punische Steine. St. Petersburg 1871.
- Erläuterungen einer zweiten Opferordnung aus Carthago. Straßburg 1874.
- Sechs phönikische Inschriften aus Idalion. Straßburg 1875.
- Katalog der Kaiserlichen Universitäts- und Landesbibliothek in Strassburg. Arabische Literatur. Straßburg 1877 (online).
- Sammlung der Carthagischen Inschriften. Band 1, Straßburg 1883.
- Nabatäische Inschriften aus Arabien. Berlin 1885 (online).
- Sinaïtische Inschriften. Berlin 1891 (online).
- Tagbuch einer Reise in Inner-Arabien. Erster Theil, Brill, Leiden 1896 (online).
- Beschreibung der Stadt Straßburg und des Münsters.  Achte Auflage, Trübner, Straßburg 1894 (Google Books).
- Tagbuch einer Reise in Inner-Arabien. Zweiter Theil, herausgegeben von Enno Littmann, Brill, Leiden 1914 (online).
  - Nachdruck in einem Band, Olms, Hildesheim 2004, ISBN 3-487-12616-8.
  - Diary of a Journey through Inner Arabia, 1883-1884. Zwei Bände. Translated by Christopher Metcalf, edited by William Facey and Michael C.A. Macdonald. Arabian Publishing, Surbiton 2025, ISBN 978-1-911487-85-2.